# Europejski Trybunał Praw Człowieka

Front gmachu Europejskiego Trybunału Praw Człowieka w Strasburgu

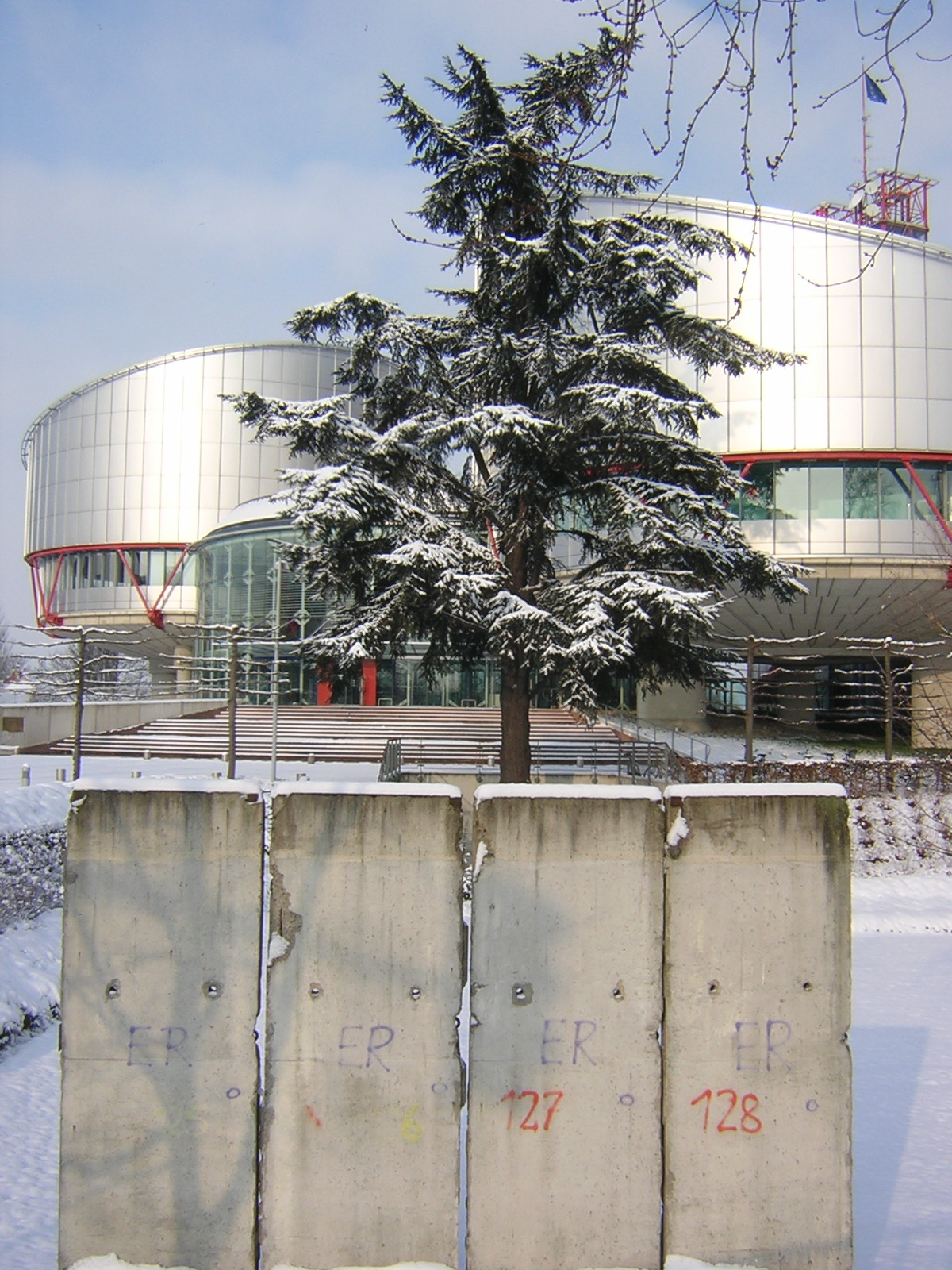
Fragment Muru Berlińskiego ustawiony przed budynkiem

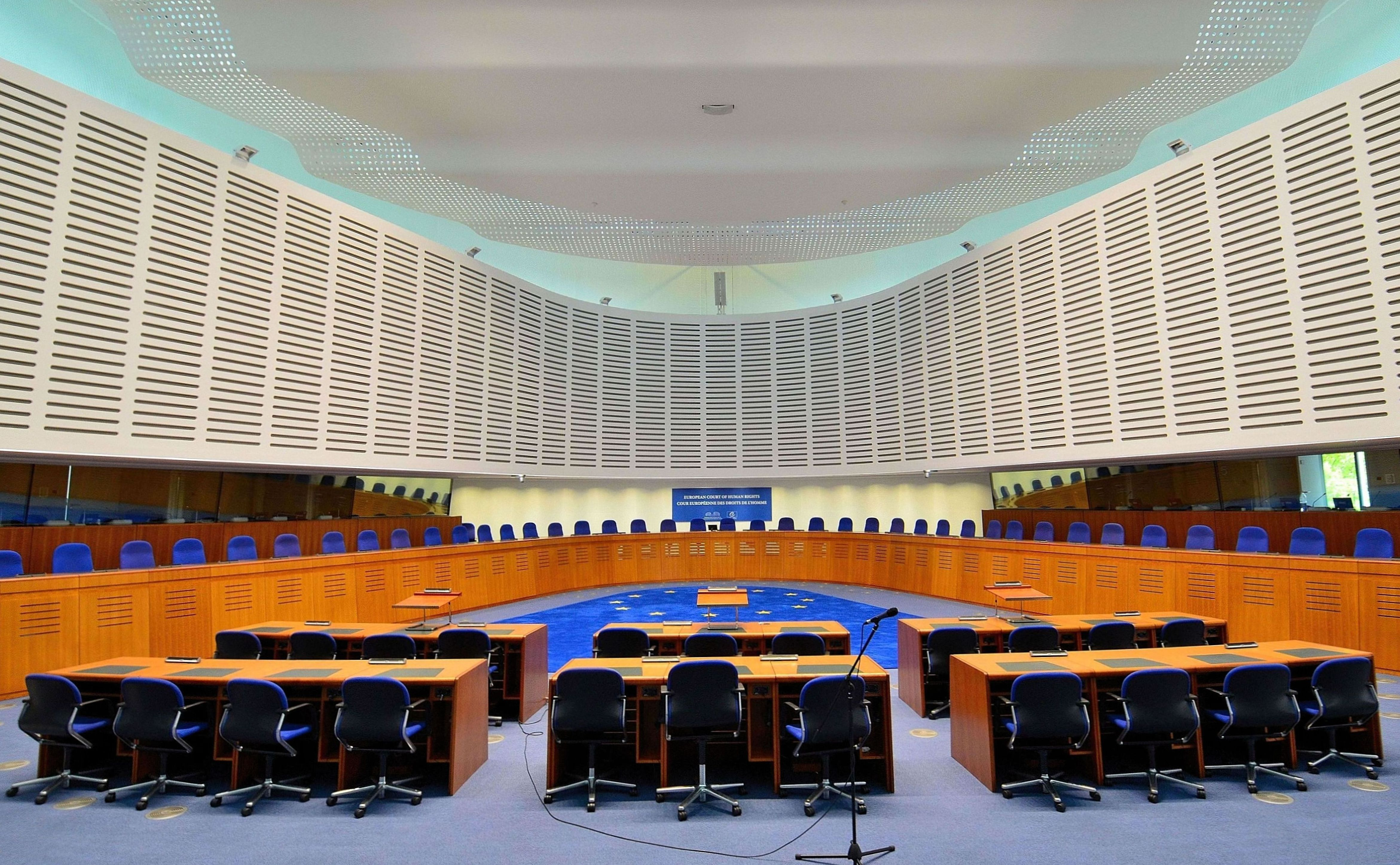
Główna sala rozpraw Trybunału

Europejski Trybunał Praw Człowieka (ETPC) (ang. European Court of Human Rights, fr. Cour européenne des droits de l’homme) – europejski organ sądownictwa międzynarodowego powołany w 1959. Siedziba Trybunału znajduje się w Strasburgu, we Francji.
W następstwie zmian wprowadzonych Protokołem 11, w 1998 Trybunał stał się jedynym i działającym w pełnym wymiarze czasu (ang. full-time) organem sądowym Europejskiej konwencji praw człowieka (EKPC), zastępując w tym zakresie Europejską Komisję Praw Człowieka i Trybunał Praw Człowieka.
Orzeka w sprawach praw człowieka zapisanych w Konwencji i protokołach dodatkowych do niej, rozpatrując skargi obywateli 46 państw członkowskich Rady Europy, które ratyfikowały Konwencję. Trybunał jest organem Rady Europy.
W 2010 weszły w życie rozwiązania zawarte w Protokole 14, których celem było zapewnienie efektywności działania Trybunału.
Siedziba Trybunału w Strasburgu od 1995 mieści się w nowoczesnym budynku zaprojektowanym przez brytyjskiego architekta Richarda Rogersa.

## Sędziowie
Zgodnie z art. 21 ust. 3 Konwencji sędziowie zasiadający w Trybunale „powinni być ludźmi o najwyższym poziomie moralnym i muszą albo posiadać kwalifikacje do sprawowania wysokiego urzędu sędziowskiego, albo być prawnikami o uznanej kompetencji”, co ma stanowić gwarancję odpowiednio wysokiego poziomu orzecznictwa. Przyjęto zasadę, że sędziowie rekrutują się po jednym z każdego państwa-strony Konwencji. Aktualnie jest 46 takich państw, więc i liczba sędziów Trybunału wynosi 46.
Sędziowie są wybierani na okres dziewięciu lat (do 2010 – sześciu), bez prawa do reelekcji. Kadencja sędziów upływa także z chwilą osiągnięcia przez nich wieku 70 lat. Żaden sędzia nie może być odwołany ze swojego urzędu, chyba że pozostali sędziowie postanowią większością dwóch trzecich głosów, że przestał on spełniać stawiane mu wymogi. W okresie sprawowania funkcji wymaga się od nich niepodejmowania jakiejkolwiek działalności, która mogłaby narazić na szwank ich niezależność, bezstronność czy utrudnić wykonywanie obowiązków sędziowskich w pełnym wymiarze czasu. Przykładowo nie mogą oni reprezentować żadnej ze stron sporu przed Trybunałem ani jej doradzać – byłaby to działalność nie do pogodzenia z sędziowską bezstronnością.
Sędziowie zasiadają i orzekają we własnym imieniu. Mimo że kandydatów na sędziów proponują poszczególne państwa-strony Konwencji, po wyborze sędziowie nie reprezentują stanowiska swojego państwa, tym bardziej nie mogą więc przyjmować od niego instrukcji.

### Polscy sędziowie
Polskimi sędziami byli dotychczas: Jerzy Makarczyk (1992–2002), Lech Garlicki (2002–2012), Krzysztof Wojtyczek (2012–2024) i Anna Adamska-Gallant (od 16 grudnia 2024).
Dziewięcioletnia kadencja Krzysztofa Wojtyczka na stanowisku sędziego zakończyła się 1 listopada 2021, jednak z mocy Konwencji jego kadencja została automatycznie przedłużona do czasu objęcia funkcji przez nowego polskiego sędziego. Rząd Mateusza Morawieckiego trzykrotnie przedstawiał kandydatury polskich sędziów, jednak każdorazowo byli oni odrzucani przez Zgromadzenie Parlamentarne. 1 października 2024 roku na jego miejsce Zgromadzenie Parlamentarne Rady Europy wybrało Annę Adamską-Gallant.

## Działalność
Formalnie wyroki wydaje Trybunał. Nie oznacza to jednak, iż cały skład Trybunału zajmuje się każdą sprawą. Wręcz przeciwnie, rozpatrując skargę indywidualną Trybunał nigdy nie działa in pleno, lecz zajmuje się nią w węższym składzie, jako trzyosobowy Komitet, siedmioosobowa Izba lub siedemnastoosobowa Wielka Izba.
Formy organizacyjne, w jakich działa Trybunał:
- Zgromadzenie Plenarne Trybunału – łącznie wszyscy sędziowie, w tym składzie Trybunał załatwia jedynie sprawy administracyjne (art. 26 EKPC), nie rozpatruje w tym składzie skarg wniesionych do Trybunału;
- Wielka Izba Trybunału – 17 sędziów, w tym składzie Trybunał rozpatruje skargi przekazane przez izbę Trybunału (na podst. art. 30 EKPC)  i rozpatruje „odwołania” od orzeczeń Izb (art. 43 EKPC);
- Panel Wielkiej Izby – 5 sędziów, decyduje czy Wielka Izba Trybunału zajmie się rozpatrzeniem „odwołania” złożonego na podstawie art. 43 EKPC;
- Izba Trybunału – 7 sędziów (tymczasowo skład może być ograniczony do 5 sędziów), podstawowy skład, w jakim Trybunał merytorycznie rozpatruje skierowane do niego skargi;
- Komitet Trybunału – 3 sędziów, rozpatruje skargę merytorycznie zamiast Izby, jeśli tkwiące u podstaw sprawy zagadnienie dotyczące wykładni lub stosowania Konwencji lub jej Protokołów jest już przedmiotem ugruntowanego orzecznictwa Trybunału;
- Sędzia zasiadający jednoosobowo – bada dopuszczalność skargi złożonej do Trybunału; sędzia ten nie może pochodzić z kraju, przeciwko któremu wniesiono skargę.

Pierwszy wyrok, w sprawie Lawless przeciwko Irlandii (Lawless v. Ireland), Europejski Trybunał Praw Człowieka wydał 14. listopada 1960. 18. września 2008 Trybunał wydał swój dziesięciotysięczny wyrok.

## Role sędziego Trybunału
Każdy sędzia – członek Trybunału może występować w trzech możliwych rolach:
- „zwykły” członek Trybunału – wchodzi w skład form organizacyjnych Trybunału (Zgromadzenie, Wielka Izba, Izba, Komitet) i wykonuje funkcje sędziowskie;
- sędzia-sprawozdawca – przygotowuje konkretną sprawę do rozpatrzenia przez komitet, Izbę lub Wielką Izbę;
- tzw. sędzia narodowy – z urzędu wchodzi w skład Izby lub Wielkiej Izby rozpatrującej skargę przeciwko państwu, z ramienia którego został wybrany.

## Skargi z Polski
Od momentu uznania jurysdykcji organów strasburskich (1. maja 1993) do Trybunału zaczęły trafiać sprawy wnoszone przez polskich obywateli. Przeważnie były to skargi dotyczące opieszałości funkcjonowania sądów i nieprawidłowości odnośnie kar ograniczenia wolności. Według danych na koniec 2024 roku Polska była na siódmym miejscu pod względem liczby spraw zawisłych przed Trybunałem. Według tych statystyk najwięcej skarg pochodziło z: Turcji (35,8%), Rosji (13,5%), Ukrainy (12,7%), Rumunii (6,4%), Grecji (4,3%), Włoch (3,6%), Polski (3,4%), Azerbejdżanu (3,2%), Mołdawii (1,9%) i Słowenii (1,7%).

## Porozumienie o upowszechnianiu w Polsce orzeczeń ETPC
W maju 2017 prezes Trybunału Konstytucyjnego Julia Przyłębska podjęła decyzję o wycofaniu TK z porozumienia o upowszechnianiu w Polsce orzeczeń Europejskiego Trybunału Praw Człowieka i zarazem o zaniechaniu tłumaczenia tych orzeczeń na język polski.
W sierpniu 2017 Rzecznik Praw Obywatelskich Adam Bodnar zwrócił się z apelem do polskiego społeczeństwa o pomoc w tłumaczeniu i w promowaniu orzecznictwa ETPCz.
Od 2011 do 2018 Helsińska Fundacja Praw Człowieka publikowała omówienia orzeczeń Europejskiego Trybunału Praw Człowieka przygotowane przez Marka Antoniego Nowickiego, adwokata, byłego sędziego w Europejskiej Komisji Praw Człowieka w Strasburgu.